# Haugtussa (Edvard Grieg)

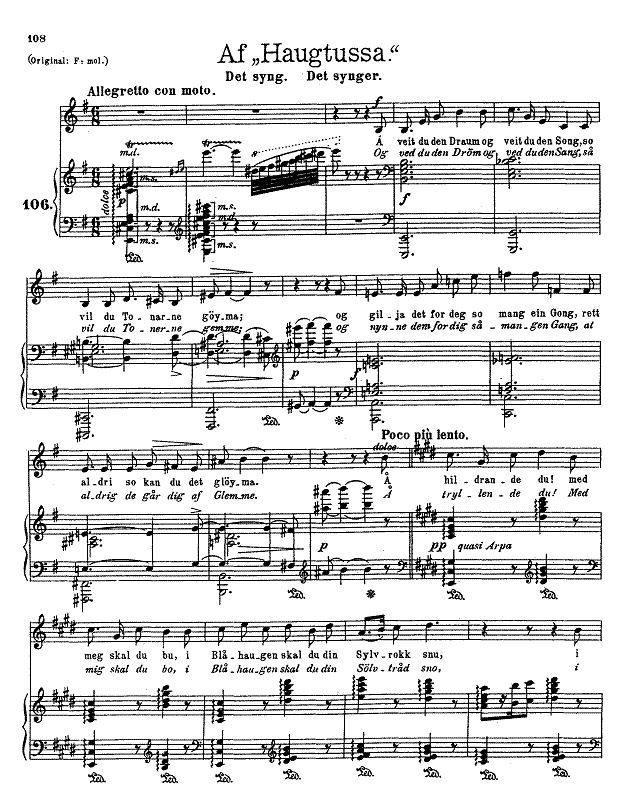
Bladmuziek Det syng

Hautussa, Sang-cyklus af Arne Garborg, opus 67 is een liederencyclus gecomponeerd door Edvard Grieg op teksten uit de dichtbundel Haugtussa van Arne Garborg.

## Geschiedenis
Grieg zou Haugtussa gelezen hebben in mei 1895. Hij werd erdoor dermate geïnspireerd dat hij binnen één maand muziek bij twaalf teksten schreef. Vervolgens draalde hij enigszins de cyclus af te ronden. Zo was er de vraag of de begeleiding moest bestaan uit alleen piano of een symfonieorkest. Hij wilde dicht bij het werk bij Garborg blijven en deelde de twaalf liederen zo in dat hij eer toonde aan het werk van de dichter. Dat resulteerde uiteindelijk in de publicatie van slechts acht liederen. De uitgever was Wilhelm Hanssen (in Deens). Voor de rest van de wereld kwam een publicatie in Engels en Duits bij Edition Peters uit Leipzig. Die laatste uitgave was ook in Nederland al in 1899 verkrijgbaar
De première van de totale cyclus op 2 november 1899 was weggelegd voor zangeres Eva Nansen (Eva Nansens Konsert) begeleid door Agathe Backer-Grøndahl (Fru Grøndahl). Grieg was elders aan het concerteren. Er zijn in 2022 meer dan 25 opnamen in omloop door zangeressen als Anne Sofie von Otter (met Bengt Forsberg), Monica Groop (met Roger Vignoles, complete liederen van Grieg) en Kirsten Flagstad (met Edwin McArthur).
De liederen over het herdersmeisje Veslemøy:
- Det syng (Het zingt, verleiding)
- Veslemøy (Het jonge meisje)
- Blåvaer-Li (helling met blauwbessen)
- Møte (ontmoeting)
- Elsk (liefde)
- Killingdans (geitendans)
- Vond dag (zware dag)
- Ved Gjatele-Bekken (bij de beek)

Ook andere Noorse componisten lieten zich door Garborgs werk inspireren. Johan Halvorsen schreef zijn Lied van Veslemøy; Ketil Bjørnstad wijdde er een album aan.